# Johanna TG 326 (slup)
Johanna TG 326 er en færøsk slup, som er hjemmehørende i Vágur. Det er foreningen Felagið Johanna TG 326, som ejer sluppen. Johanna var fiskeskib indtil 1972. 
Johanna er 22,60 m lang, 6,13 m bred og har en dybdegang på 3,00 m. Den vejer 95,92 BRT og 59 NRT. Motoren en Daimler-Benz diesel, 136 kW og den kan medtage 45 passagerer. 
Sluppen Jóhanna blev bygget i 1884 på Collin Hoads værft i Rye i Sussex, til John William Haylock i Surrey. Skibets oprindelige navn var ”Oxfordshire”. I 1894 blev Oxfordshire solgt til rederen George Edward James Moody i Grimsby, som allerede samme år solgte den videre til den færøske forretningsmand Jákup Dahl, som drev handelsvirksomhed i Vágur på Suðuroy. Jóhanna var Dahls første skib. Efterhånden udvidede han fiskeflåden og havde til sidst 20 slupper og skonnerter – og A/S J. Dahl blev en af Færøernes store virksomheder indenfor handel, rederivirksomhed og fiskeproduktion.
Under 2. verdenskrig på Færøerne, transporterede Jóhanna fisk fra Island til Storbritannien, men slap uskadt fra krigens hærgen. Hun fungerede som fiskeskib til hun blev opgivet i 1972. Jóhanna lå ved kaj i Vágur til 1980, da det blev besluttet at hun skulle sænkes, men i sidste øjeblik blev hun købt  af en interessegruppe for 1 krone. Efter 8 års restauration blev sluppen søsat i 1988 i den oprindelige stand, som hun blev bygget på i Rye 104 år tidligere. Det meste af arbejdet blev udført af frivillige i byen. I dag bliver Jóhanna brugt til udflugter rundt omkring Færøerne og til nabolandene og som turistskib.